# Diego Calvo
Diego Gerardo Calvo Fonseca (ur. 25 marca 1991) – kostarykański piłkarz grający na pozycji napastnika w klubie Jicaral, do którego trafił w 2018 roku.

## Kariera klubowa
Calvo jest wychowankiem kostarykańskiego klubu LD Alajuelense. Występował w nim do 2013 roku. Wówczas to przeniósł się do ligi norweskiej, podpisując kontrakt z klubem Vålerenga Fotball. W 2014 był wypożyczony do IFK Göteborg. W 2015 grał w Alajuelense, a w 2016 przeszedł do Deportivo Saprissa.

## Kariera reprezentacyjna
Calvo występował w młodzieżowej reprezentacji Kostaryki. W 2011 roku wystąpił na Mistrzostwach Świata U-20 rozgrywanych w Kolumbii. Wystąpił podczas tego turnieju w trzech meczach. W seniorskiej reprezentacji Kostaryki zadebiutował w 2013 roku.